# Mário Covas
Mário Covas Júnior (Santos, 21 aprile 1930 – San Paolo, 6 marzo 2001) è stato un ingegnere e politico brasiliano.
È stato il trentacinquesimo governatore di San Paolo, dal 1º gennaio 1995 al 22 gennaio 2001, quando si è dimesso per problemi di salute.

## Origini e formazione
Nato a Santos, Mário Covas era il figlio di Mário Covas Pérez e Arminda Carneiro Neto. Da parte paterna, era il nipote dello spagnolo Jesús Covas Pérez e della portoghese Ana Francisca Rodrigues Estaca. Dal lato materno, era il nipote del portoghese Manuel Carneiro Neto e Rosalina Marques.
All'età di quattordici anni, ha mostrato il suo interesse per la politica quando ha detto che voleva essere l'allenatore di calcio della squadra municipale e sindaco della città di Santos. Ha conseguito la prima laurea al Colégio Santista e la seconda al Colégio Bandeirantes, a San Paolo. Si è laureato in ingegneria civile presso la Scuola Politecnica dell'Università di San Paolo (POLI-USP), dove è stato collega di quello che sarebbe stato il suo più grande avversario politico in futuro, Paulo Salim Maluf . Fu all'USP che iniziò l'attivismo politico del giovane Covas, che sarebbe stato eletto vicepresidente dell'Unione nazionale degli studenti nel 1955.
Laureato, Mário Covas ha lavorato come ingegnere per il municipio di Santos fino al 1962.
Suo nipote Bruno ha seguito le sue orme ed è stato anch'egli sindaco della città di San Paolo.

## Carriera politica

### Deputato durante il regime militare
Ha iniziato la sua vita pubblica nel 1961, quando era un candidato sconfitto per ottenere il posto di sindaco di Santos, la sua città natale. L'anno successivo riesce ad essere eletto ai deputato federale, dal PST.  Con lo scioglimento dei partiti politici nel 1965, Covas sarebbe stato uno dei fondatori dell'MDB, l'unico partito di opposizione politica che esisteva durante il periodo della dittatura militare.
Nel 1968, Covas era il leader della panchina dell'opposizione alla Camera dei Deputati, ma fu messo sotto accusa il 16 gennaio 1969. Rimase per 10 anni con i diritti politici sospesi. Con l'impeachment e la perdita dei diritti politici, Mário Covas si è dedicato, di nuovo, all'ingegneria.

### Il ritorno in politica, sindaco di San Paolo e senatore più votato nella costituente
Nel 1979, dopo aver riconquistato i diritti politici, Covas riprese la lotta alla dittatura, diventando presidente dell'MDB . È stato rieletto deputato federale nel 1982 dal PMDB (successore del MDB), con un totale di 300.000 voti. Con l'inaugurazione del Governatore André Franco Montoro nel marzo del 1983, sarebbe stato nominato per lui Segretario di Stato ai Trasporti. Tuttavia, solo due mesi dopo, con il supporto dello stesso Franco Montoro, il gruppo di Orestes Quércia avrebbe vinto all'interno del PMDB ed è stato nominato per la città di San Paolo, che avrebbe comandato, come "sindaco bionico" (riferimento alla serie americana: The Six Million Dollar Man), fino al primo giorno del 1986, quando ha passato la posizione a Jânio Quadros . Come sindaco di San Paolo, ha guidato un ampio processo di pavimentazione di strade, migliorando la periferia della città e recuperando enti e servizi pubblici.
Prima dell'ascesa al potere del PMDB, i senatori e sindaci nominati erano chiamati in senso peggiorativo "Senatore Bionic" e "Sindaco Bionic" in un'allusione a una serie americana, ma a Mário Covas, proveniente dal PMDB, è stato risparmiato questo nomignolo.
Nel 1986, anno in cui il presidente José Sarney istituì il Piano Cruzado, considerato dall'opposizione una "frode elettorale" per favorire i candidati della situazione, Covas fu eletto senatore con 7,7 milioni di voti, il voto più grande di un candidato carica elettiva nella storia del Brasile fino ad allora, beneficiata anche della reputazione guadagnata come sindaco. È stato leader del banco PMDB al Senato durante l'Assemblea che ha redatto la Costituzione del 1988 . Durante i lavori dell'Assemblea Nazionale Costituente, si è spesso schierato con i banchi di sinistra e si è opposto al cosiddetto Centrão.

### I primi anni di PSDB
Nel 1988, Covas è stato uno dei principali leader del dissenso del PMDB:  membri del partito (compreso l'ex governatore Franco Montoro) insoddisfatti del dialogo politico con il presidente José Sarney. Successivamente il governatore di San Paolo Orestes Quércia, decisero di fondare un nuovo partito, il PSDB, di cui Mário Covas è stato il primo presidente. Come indicato nel nome della didascalia, il PSDB ha ideato una piattaforma socialdemocratica, difensore del mantenimento del capitalismo in modo regolamentato, nel rispetto dei diritti del lavoro e promozione di un'equa distribuzione del reddito. In relazione al PMDB, il PSDB, quando fu fondato, intendeva rimanere in una posizione più di sinistra autodefinendosi partito di centrosinistra. Nelle elezioni presidenziali del 1989 Covas era il candidato del PSDB con il vicepresidente Almir Gabriel,. L'anno successivo è stato candidato sconfitto alla carica di governatore di San Paolo, classificandosi al terzo posto.
In qualità di senatore, dall'inizio del mandato del presidente Fernando Collor de Mello (PRN), Mário Covas, che aveva sostenuto il candidato del PT, Luiz Inácio Lula da Silva, al secondo turno delle elezioni del 1989, si è opposto alla sua amministrazione. Dal 1991, con difficoltà nell'approvare progetti di interesse per il Congresso Nazionale, Collor iniziò a dirigere gli sforzi nella ricerca dell'adesione al PSDB al governo, un accordo che comporterebbe l'assegnazione di incarichi all'interno del suo ministero. Mário Covas Era una voce leader del partito per condannare qualsiasi negoziato con Collor. Con l'apparizione delle denunce di Pedro Collor a maggio, Covas e il PSDB avrebbero raccolto i frutti della loro scelta politica. Il senatore sarebbe addirittura uno dei principali nomi della commissione parlamentare d'inchiesta insediata al Congresso per indagare sugli affari del presidente e che chiederà il suo impeachment nel rapporto finale approvato ad agosto. La Camera Federale avrebbe licenziato Collor il 29 settembre e il presidente avrebbe consegnato la sua lettera di dimissioni all'inizio del suo processo dal Senato il 29 dicembre, al fine di evitare la decadenza dei suoi diritti politici per otto anni. Le dimissioni non sarebbero state accettate, proseguì il processo, con Mário Covas che votò per l'impeachment, ottenuto a larga maggioranza.
Nel 1994 Covas è stato nuovamente candidato a governatore di San Paolo e ha vinto Francisco Rossi (PDT) al secondo turno con otto milioni di voti, venendo poi rieletto nel 1998 per altri quattro anni di governo.

### Il governo Covas
All'inizio del 1995, Mário Covas ha rilevato lo stato di San Paolo, dichiarando di aver ereditato innumerevoli debiti da precedenti amministrazioni, indicando lavori paralizzati e attrezzature politiche da parte di enti pubblici, che avrebbero causato irregolarità nelle sue amministrazioni. La Banespa, la principale banca statale del paese, era sotto l'intervento della Banca Centrale per cattiva gestione. Questo intervento, che dopo essere stato indagato presso un CPI alla Camera dei deputati, si è rivelato tragico per l'istituzione, aumentando notevolmente il debito della banca nei confronti dello Stato.
Covas ha licenziato 4.000 dipendenti Baneser, presumibilmente fantasmi. Tra i licenziati c'erano guardie scolastiche (tutti) e dipendenti del Fondo di solidarietà sociale. Contratti di servizio rinegoziati, che erano paralizzati. Ha limitato le posizioni di fiducia e ha avviato un processo di riforma e ammodernamento amministrativo. Ha privatizzato una serie di società statali, come Eletropaulo, e lunghi tratti di autostrade statali; è stato criticato per l'aumento del numero di stazioni di pedaggio.
Nel settore dei servizi igienico-sanitari di base, Covas ha recuperato le finanze di Sabesp e ha incoraggiato il recupero e il disinquinamento del fiume Tietê, iniziato sotto il governo di Fleury. Alla fine degli anni '90, la capacità di trattamento delle acque reflue è cresciuta con l'espansione della capacità di trattamento delle acque reflue di Barueri e l'inaugurazione degli impianti di trattamento delle acque reflue Parque Novo Mundo, São Miguel e ABC.
Nell'area dell'istruzione, Covas è stato severamente criticato per aver istituito il modello di insegnamento a progressione continua nel sistema statale. In questo modello, la ripetizione in base al livello di conseguimento (voti) viene eliminata. Tale modello è ampiamente lodato dagli educatori, tuttavia si è convenuto che per applicarlo correttamente, deve esserci un accompagnamento pedagogico ben strutturato che non sempre si verifica nel sistema scolastico pubblico. Durante il semestre ci sono state diverse segnalazioni di giovani in procinto di finire la scuola elementare che sarebbero stati praticamente analfabeti.
Covas fu anche criticato per aver rifiutato aumenti per insegnanti e altri dipendenti pubblici.
Il 18 agosto 1997 è stato insignito della Gran Croce dell'Ordine di Infante D. Henrique de Portugal.
Ha lasciato il governo nel gennaio 2001 per curare una malattia e non è mai tornato. Il suo vice, Geraldo Alckmin, lo sostituì e rimase fino alla fine del suo mandato, nel 2002, quando fu rieletto, rimanendo così per un totale di 6 anni alla guida del governo di San Paolo.

### Privatizzazioni
Attraverso il cosiddetto PED (Programma di privatizzazione statale creato dalla legge n. 9.361, del 5 luglio 1996), il governo di Mário Covas ha privatizzato le principali società e strade statali tra il 1995 e il 2000, che ha garantito R $ 32,9 miliardi nelle casse dello Stato. Uno dei principali organizzatori dei piani di privatizzazione era il segretario per l'Energia di Covas, David Zylbersztajn, insieme a Geraldo Alckmin (allora vice-governatore), che all'epoca presiedeva la PED.
- Banespa - Banca dello Stato di San Paolo
- CESP - Companhia Energética de São Paulo
- CPFL - Companhia Paulista de Força e Luz
- Comgás - Società statale del gas di San Paolo
- Eletropaulo - Elettricità di San Paolo
- Elektro - Servizi di elettricità
- Fepasa - Ferrovia Paulista
- Bandeirante Energy Company
- Autostrada Bandeirantes
- Autostrada Imigrantes
- Via Anchieta
- Via Anhanguera

### Morte
Covas soffriva di un grave cancro alla vescica. Il primo intervento chirurgico fu eseguito nel dicembre 1998, il tumore venne rimosso e il Governatore successivamente fu sottoposto a chemioterapia. Ma la recidivitá della malattia tornò nel mese di ottobre del 2000, e il 22 gennaio 2001 egli si allontanò dal governo per sottoporsi ad un ulteriore intervento chirurgico in cui parte del suo intestino fu rimosso per via delle metastasi. Morì poco dopo nonostante gli interventi, il 6 marzo 2001. Il corpo fu sepolto nel cimitero di Paquetá , a Santos.